# Somogybükkösd
Somogybükkösd é um município da Hungria, situado no condado de Somogy. Tem 11,8 km² de área e sua população em 2019 foi estimada em 74 habitantes.